# Полынкин, Дмитрий Павлович
Дмитрий Павлович Полынкин (1899—1944) — советский военнослужащий. Участник Великой Отечественной войны. Герой Советского Союза (1944). Сержант.

## Биография
Дмитрий Павлович Полынкин родился в 1899 году в селе Дворянская Терешка Хвалынского уезда Саратовской губернии (ныне посёлок городского типа Радищево, районный центр Ульяновской области) в бедной крестьянской семье. В 1918 году Дмитрий Павлович добровольцем вступил в Красную Армию. Сражался за Советскую власть в годы Гражданской войны. После демобилизации в 1922 году вернулся в родную деревню. После женитьбы переехал в город Баку Азербайджанской ССР. Жил и работал в посёлке Сабунчи.
С началом Великой Отечественной войны Дмитрий Павлович вернулся в Радищево, где жили его родители. В марте 1942 года он был призван Радищевским районным военкоматом в ряды Рабоче-крестьянской Красной Армии. Окончил полковую школу младших командиров. Получил воинскую специальность наводчика артиллерийского орудия. В боях с немецко-фашистскими захватчиками младший сержант Д. П. Полынкин с июля 1942 года на Воронежском фронте. Участвовал в Воронежско-Ворошиловградской, Среднедонской, Воронежско-Касторненской и Харьковской наступательной операциях. В марте 1943 года Дмитрий Павлович был ранен в боях под Харьковом.
После выздоровления в апреле 1943 года младший сержант Д. П. Полынкин получил назначение в 689-й истребительный противотанковый артиллерийский полк Резерва Верховного Командования, который находился в составе 5-й гвардейской танковой армии Резервного фронта (с 15 апреля 1943 года — в составе Степного военного округа), на должность наводчика 1-го орудия 2-й батареи. 9 июля 1943 года армия была включена в состав Воронежского фронта и участвовала в Курской битве. 12 июля 1943 года младший сержант Полынкин в бою под Прохоровкой проявил мужество и хладнокровие, подпустив немецкий танк «Тигр» на пятьдесят метров и расстреляв его практически в упор. За отличие в бою Дмитрий Павлович был награждён медалью «За отвагу».
В ходе наступления Красной Армии на Курской дуге Д. П. Полынкин участвовал в Белгородско-Харьковской операции (с 9 августа 1943 года — на Степном фронте). Во время операции в конце августа 1943 года 689-й истребительный противотанковый артиллерийский полк на некоторое время был передан в непосредственное подчинение Степного фронта и до конца сентября участвовал в Полтавско-Кременчугской операции, после завершения которой вновь вошёл в состав 5-й гвардейской танковой армии, находившейся в резерве Ставки Верховного Главнокомандования. В октябре 1943 года армия была переправлена на завоёванный подразделениями фронта плацдарм на правом берегу Днепра южнее Кременчуга и участвовала в Пятихатской и Знаменской операциях 2-го Украинского фронта.
Сержант Д. П. Полынкин особо отличился в ходе Кировоградской наступательной операции. 5 января 1944 года 5-я гвардейская танковая армия перешла в наступление в направлении Кировограда, отражая на своём пути многочисленные танковые контратаки противника. 7 января 1944 года в районе села Рыбчино батарея, в которой наводчиком орудия служил сержант Д. П. Полынкин, отразила пять немецких танковых ударов, уничтожив 12 танков противника. В ходе боя были ранены командир взвода, командир орудия, замковый и заряжающий. Оставшись у своего орудия в одиночку, сержант Полынкин продолжил бой и уничтожил четыре вражеских танка. 8 января 1944 года Дмитрий Павлович был представлен к званию Героя Советского Союза и назначен на должность командира артиллерийского орудия. Продолжая наступление, подразделения 5-й гвардейской армии во взаимодействии с другими подразделениями фронта 8 января 1944 года освободили город Кировоград. В последующие дни войска 2-го Украинского фронта продолжили движение на запад, но темпы наступления замедлились, и 16 января 1944 года они перешли к обороне. В этот день немцы нанесли танковый удар в районе села Шестаковка, при отражении которого сержант Д. П. Полынкин был смертельно ранен и вскоре скончался. Похоронен в селе Новая Павловка Кропивницкого района Кировоградской области Украины. Указ Президиума Верховного Совета СССР о присвоении звания Героя Советского Союза сержанту Полынкину Дмитрию Павловичу был подписан 17 мая 1944 года.

## Награды
- Медаль «Золотая Звезда» (17.05.1944);
- орден Ленина (17.05.1944);
- медаль «За отвагу» (17.07.1943).

## Документы
- Общедоступный электронный банк документов «Подвиг Народа в Великой Отечественной войне 1941—1945 гг.» Дата обращения: 3 августа 2012. Архивировано из оригинала 13 марта 2012 года.

Представление к званию Героя Советского Союза и указ ПВС СССР о присвоении звания. Дата обращения: 25 ноября 2015. Архивировано 1 октября 2012 года.
Медаль «За отвагу». Дата обращения: 3 августа 2012. Архивировано 1 октября 2012 года.
- Обобщенный банк данных «Мемориал». Дата обращения: 3 августа 2012. Архивировано из оригинала 10 мая 2012 года.

ЦАМО, ф. 58, оп. 18002, д. 87. Дата обращения: 3 августа 2012. Архивировано 1 октября 2012 года.
Информация из списка захоронения ЗУ380-12-114. Дата обращения: 3 августа 2012. Архивировано 1 октября 2012 года.
Схема захоронения ЗУ380-12-114. Дата обращения: 3 августа 2012. Архивировано 1 октября 2012 года.
Учетная карточка захоронения ЗУ380-12-114. Дата обращения: 3 августа 2012. Архивировано 1 октября 2012 года.